# Rentsharing
Mit RentSharing (oder Rent-Sharing) bzw. Pkw-Gemeinschaftsleasing wird in Deutschland eine Sonderform des Autoleasings bezeichnet, die nicht mit CarSharing zu verwechseln ist. Im RentSharing schließt die Leasinggesellschaft für dasselbe Fahrzeug jeweils einen Vertrag mit dem Arbeitgeber (für die betriebliche Nutzung) und einen Vertrag mit dem Arbeitnehmer (für dessen private Nutzung) ab. Diese Vertragsform wird auch als „Zweivertragsmodell“ oder „Gemeinschaftsleasing“ bezeichnet.

## Steuerliche Behandlung des RentSharing
Einkommensteuerlich werden die Verträge als ein einheitliches Leasingverhältnis zwischen Arbeitgeber und Leasinggesellschaft behandelt. Umsatzsteuerlich handelt es sich jedoch um getrennte Leistungsaustauschverhältnisse zwischen Leasinggesellschaft und Arbeitgeber einerseits und zwischen Leasinggesellschaft und Arbeitnehmer andererseits. Ist die Leasingrate des Arbeitnehmers mindestens so hoch ist wie der Wert der Fahrzeugüberlassung gemäß § 8 Abs. 2 EStG (Dienstwagen), ist kein geldwerter Vorteil zu versteuern.